# Smaragden 20

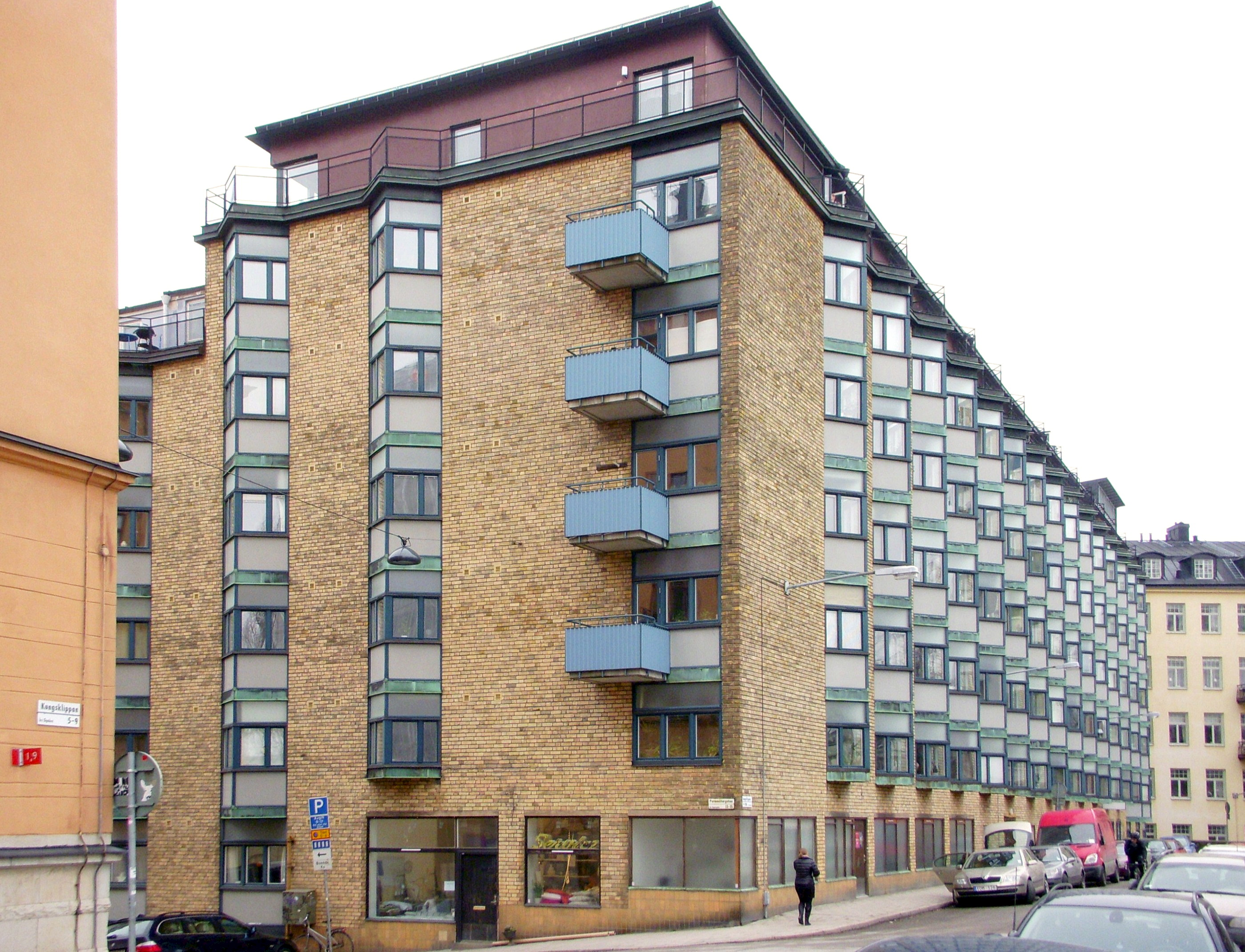
Kvinnornas hus i april 2011.

Smaragden 20 är en fastighet i kvarteret Smaragden vid korsningen Kungsklippan 11/Parmmätargatan 15 på Kungsholmen i Stockholm. Fastigheten är den största av nio fastigheter inom kvarteret och kallas Kvinnornas hus då det byggdes som ett kollektivhus för kvinnor. Fastigheten är grönklassad av Stadsmuseet i Stockholm vilket innebär ”särskilt värdefull från historisk, kulturhistorisk, miljömässig eller konstnärlig synpunkt”.
I en särskild byggnad framför Kvinnornas hus finns en hiss som förbinder Kungsklippan med tunnelbanestationen Rådhuset. Trappor till höger om byggnaden och en gångväg leder ner till Pipersgatan, som i sin tur leder åt höger mot Kungsholmsgatan och åt vänster mot Hantverkargatan eller via Coldinutrappan ner till Scheelegatan.

## Historik

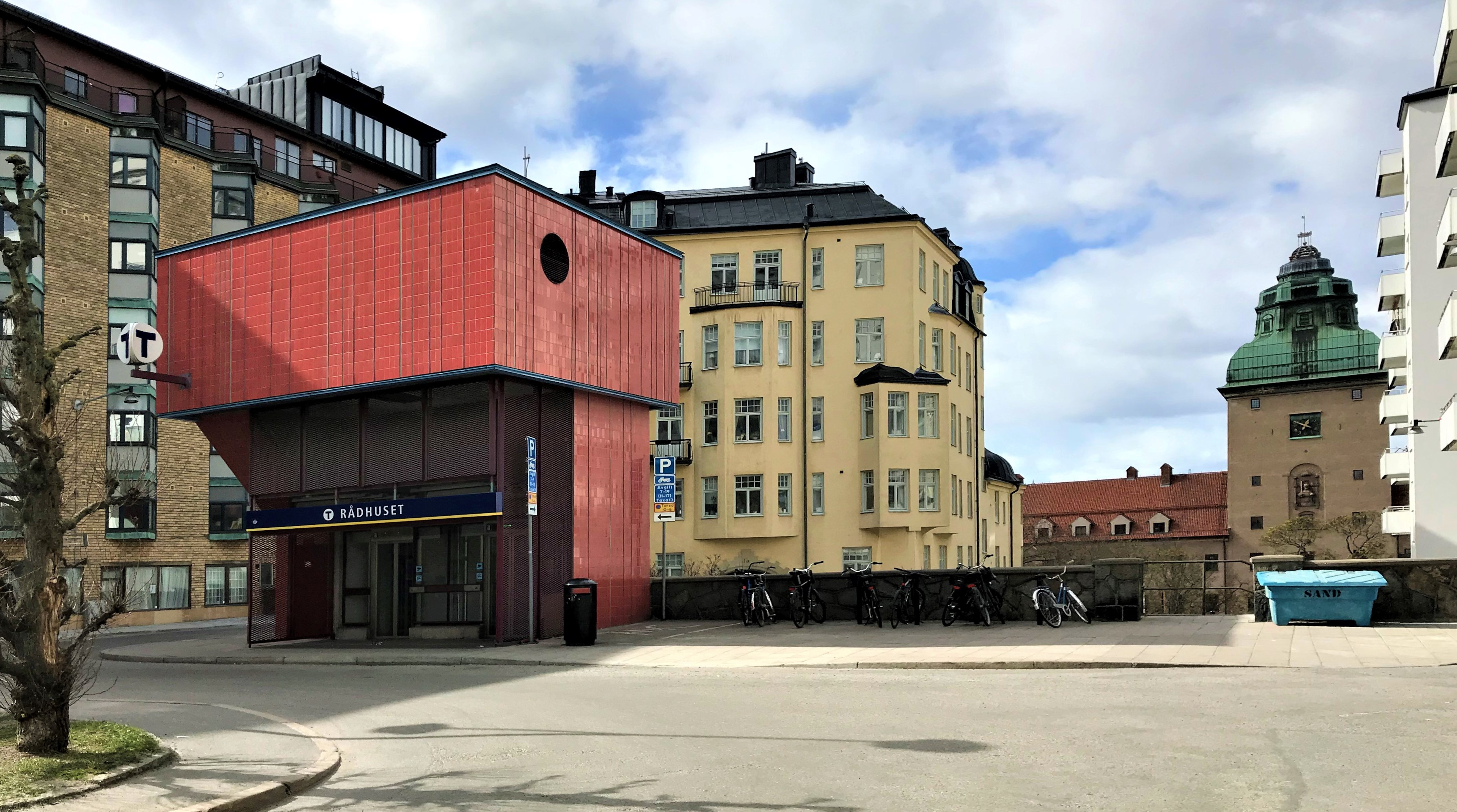
En hiss i byggnaden framför Kvinnornas hus förbinder Kungsklippan med tunnelbanestationen Rådhuset.

Huset uppfördes 1937–1938 som ett bostadshus för ensamstående kvinnor. Istället för att vara inneboende fick de tillgång till egen bostad och gemensam service. Ursprungligen fanns här 203 enrumslägenheter med kokvrå. Högst upp i huset fanns matsal, klubbrum, gymnastiksal och solterrass. Ett mål om dagen ingick i hyran och för den som inte ville äta i restaurangen fanns möjligheten att få maten placerad i ett värmeskåp. 
Initiativet att uppföra huset gjordes av storbyggmästaren och filantropen Olle Engkvist och bland andra politikerna Edith Lindblom och Helga Vestin. Det ritades av arkitektfirman Bäckström & Reinius, en av Stockholms mest produktiva arkitektbyrå. Bostaden har idag delvis byggts om och är en bostadsrättsförening, BRF Glasberget.

## Bebyggelsen
Flera kollektivhus byggdes i Stockholm under 1930- och 40-talen efter idéer av Alva Myrdal, både sådana som inriktade sig på ensamstående kvinnor, ensamstående kvinnor med barn, arbetarfamiljer och så kallade ungkarlshotell. Olle Engkvist som både var byggmästare och oerhört socialt engagerad stod för arbetet tillsammans med arkitektfirman Backström & Reinius. Fastigheten ligger på en 2219,1 kvadratmeter stor hörntomt med en lång fasad längs Kungsklippan. Runt hörnet på Parmmätargatan ligger resterande vinkel av huset i en backe nedåt. Huset har sex våningar och en takvåning, där sällskapsrum, gymnastiksal, solterrass och gemensam matsal var belägen. 
Huset byggdes på tomterna Kvarteret Smaragden 15, 16, 17 och 18 och blev därmed Kvarteret Smaragden 20. I kommunfullmäktiges protokoll från 1937 beskrivs det hur tomterna upplåts för ett bostadshus för självförsörjande ensamstående kvinnor. För att uppföra huset bildades ”Kvinnliga anställdas bostadsaktiebolag”, där de sedan ansökte om att få ta över tomterna och låna pengar för uppförandet av fastigheten.
Fastigheten uppfördes i gult tegel med burspråk i glas, metall och koppar. Byggnaden ritades med en hotellmässig plan, där 35 enkelrum med kokvrå och badrum anordnades i varje våning längs en mittkorridor. De enkelrum som har sina fönster mot gatorna har alla varsitt burspråk vilket skapar en luftig känsla inomhus trots de små ytorna. Detta gör att fasaderna har en karakteristiskt ”veckad” gestaltning.

## Bilder

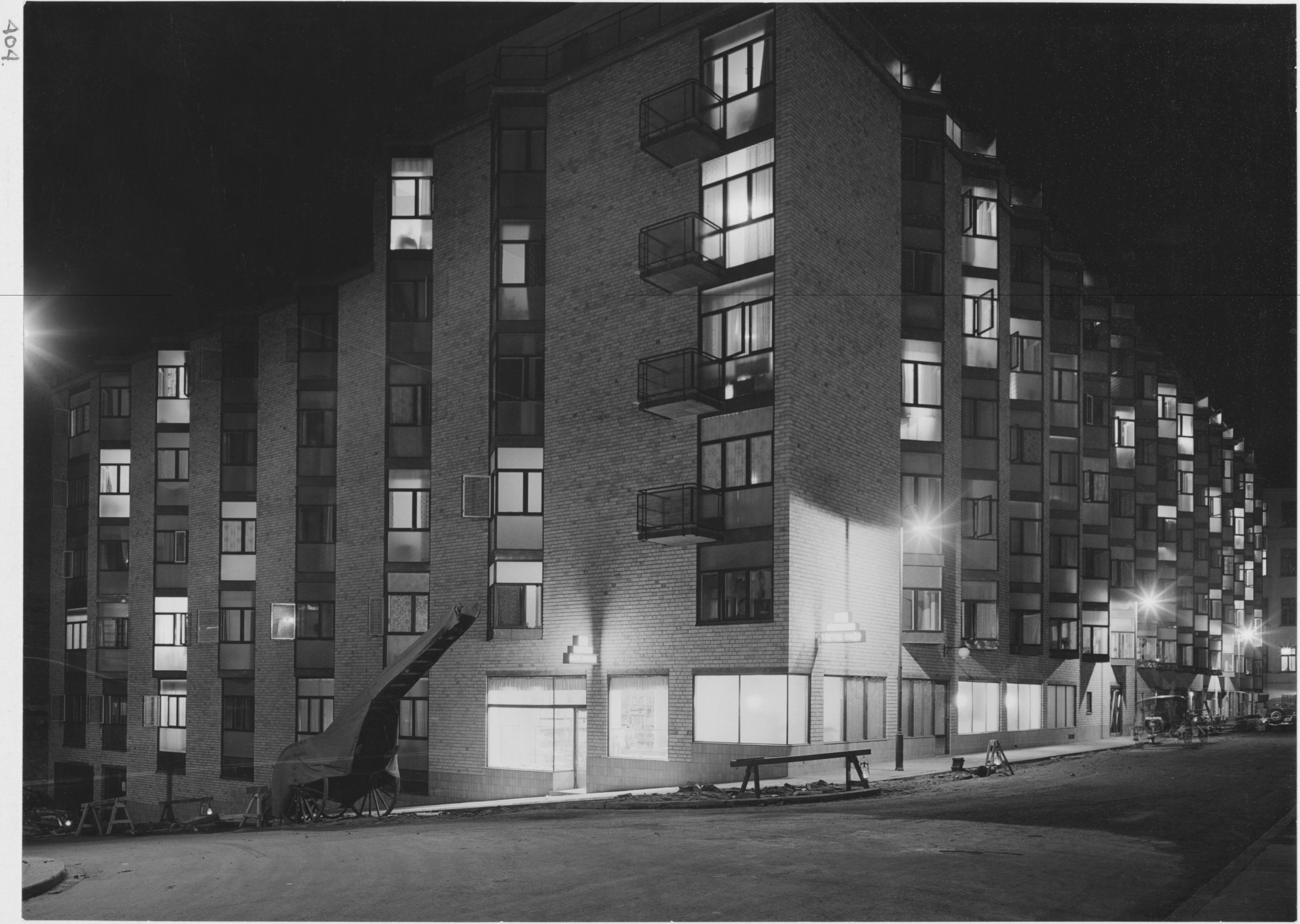
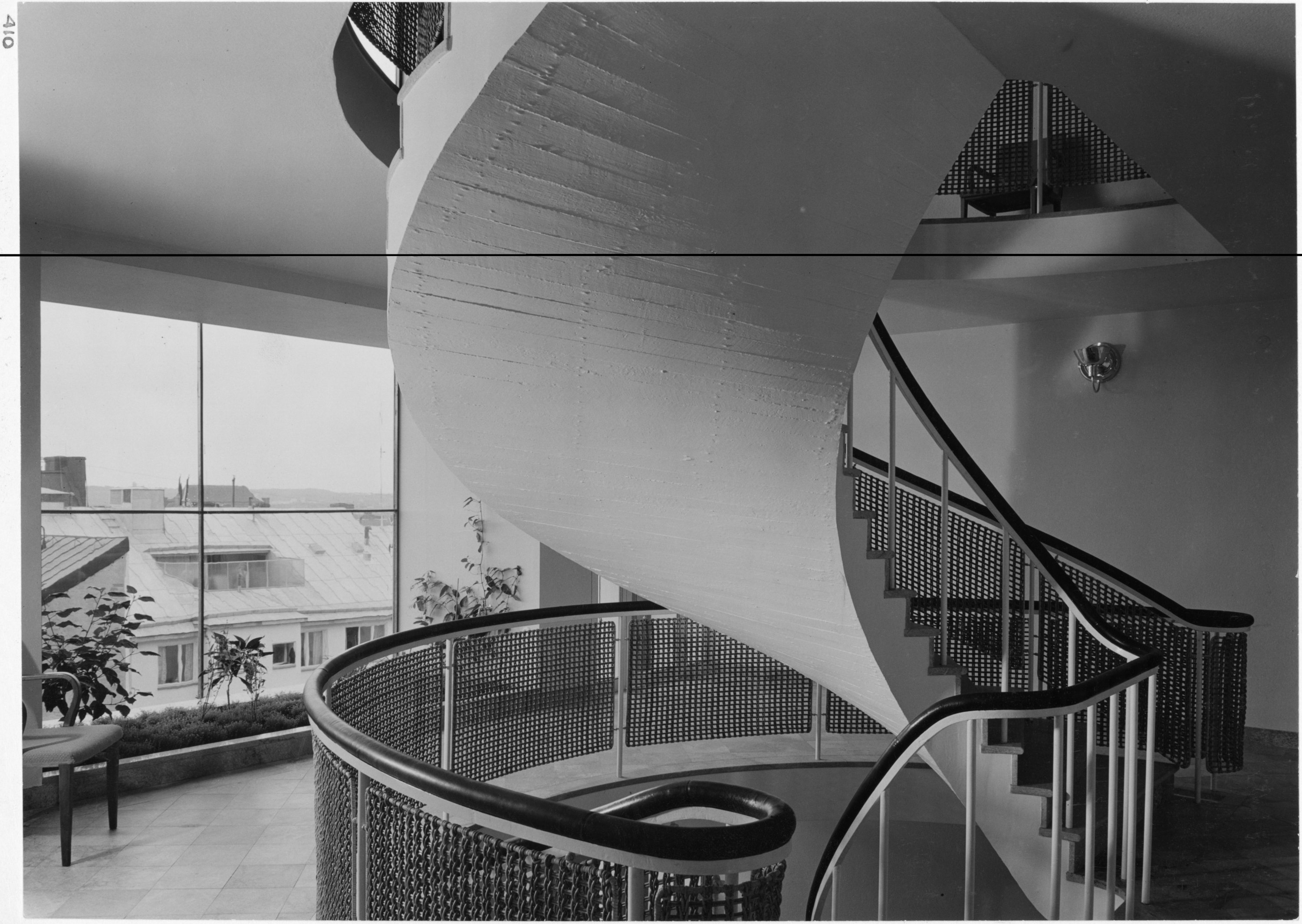
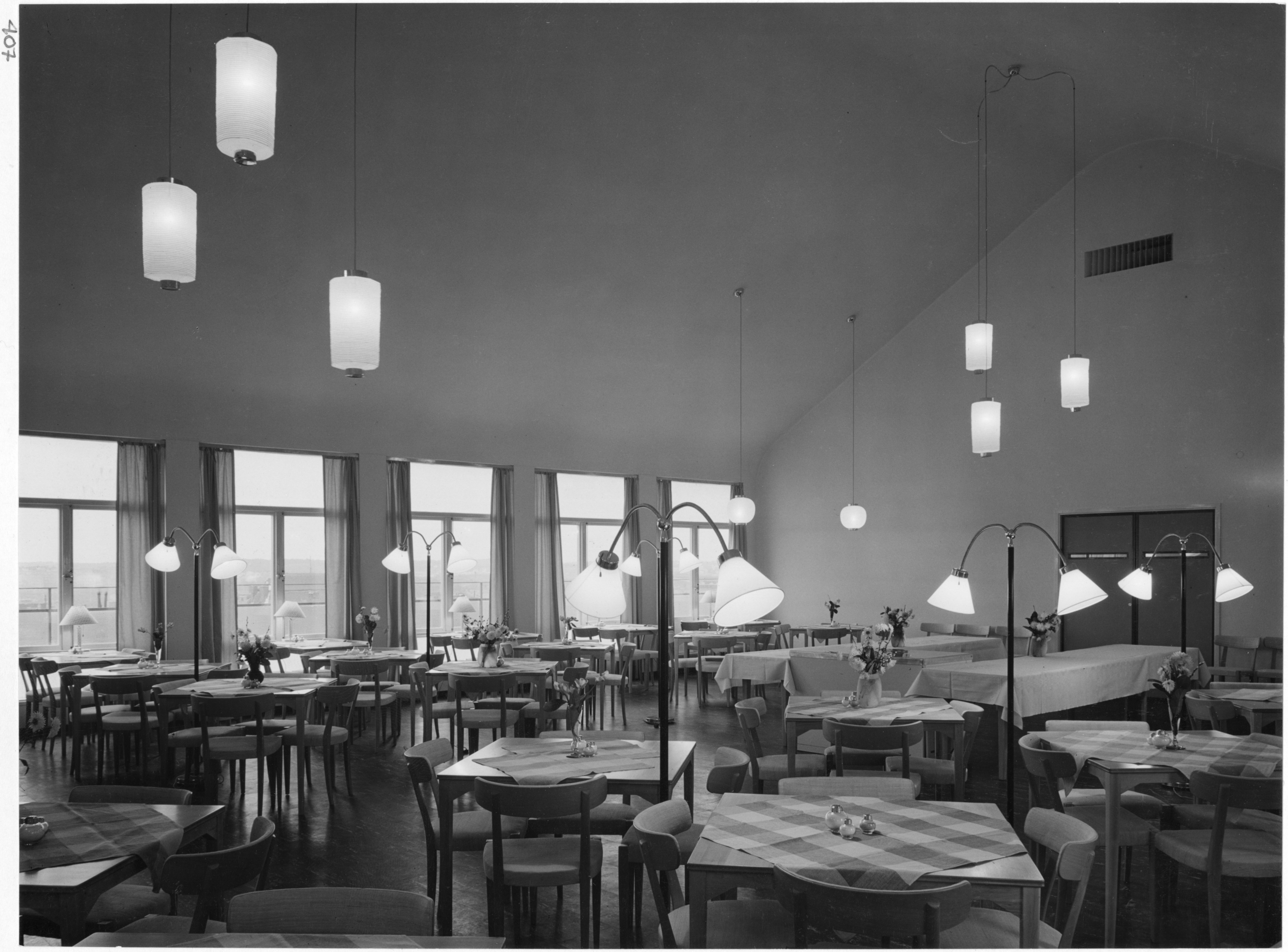
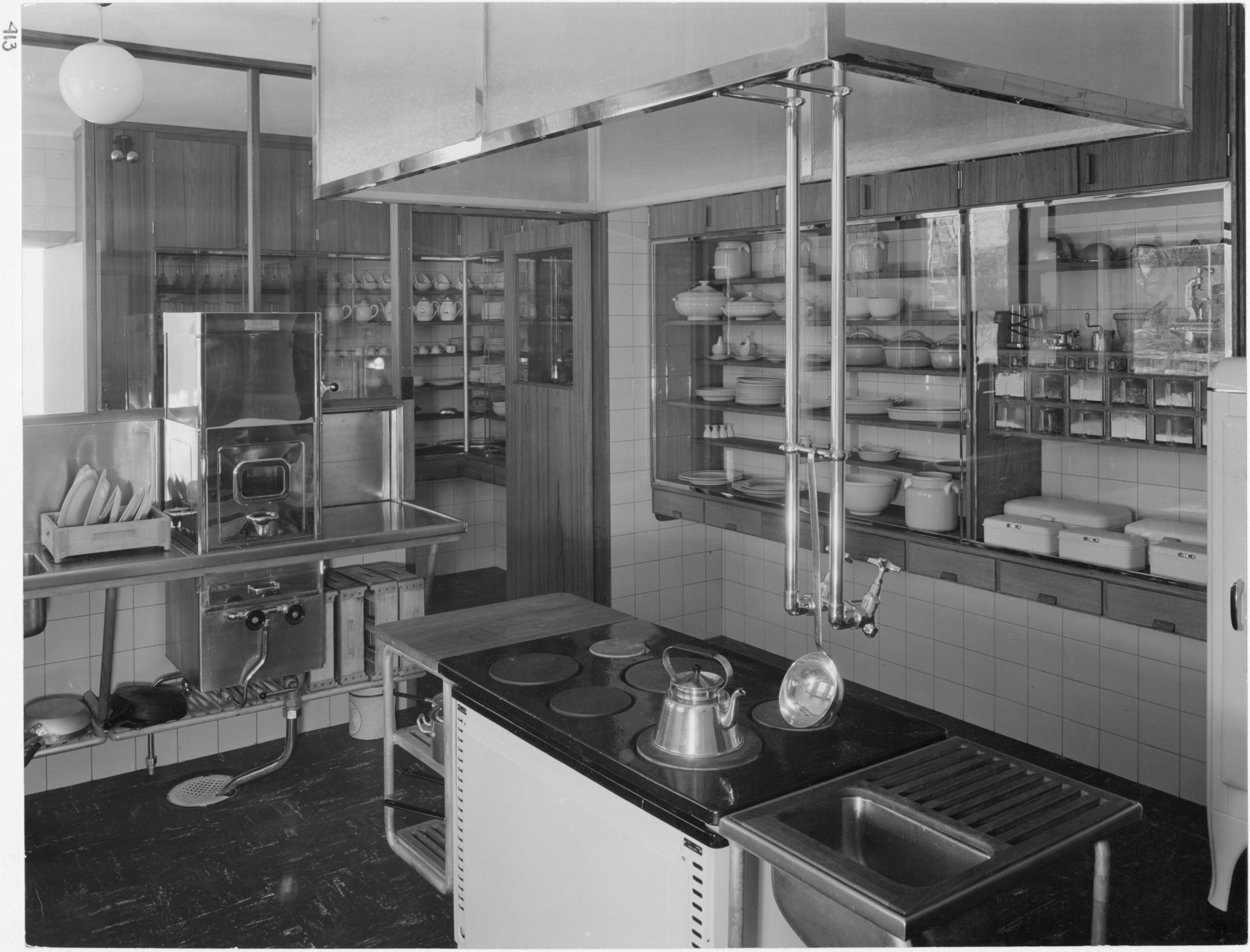
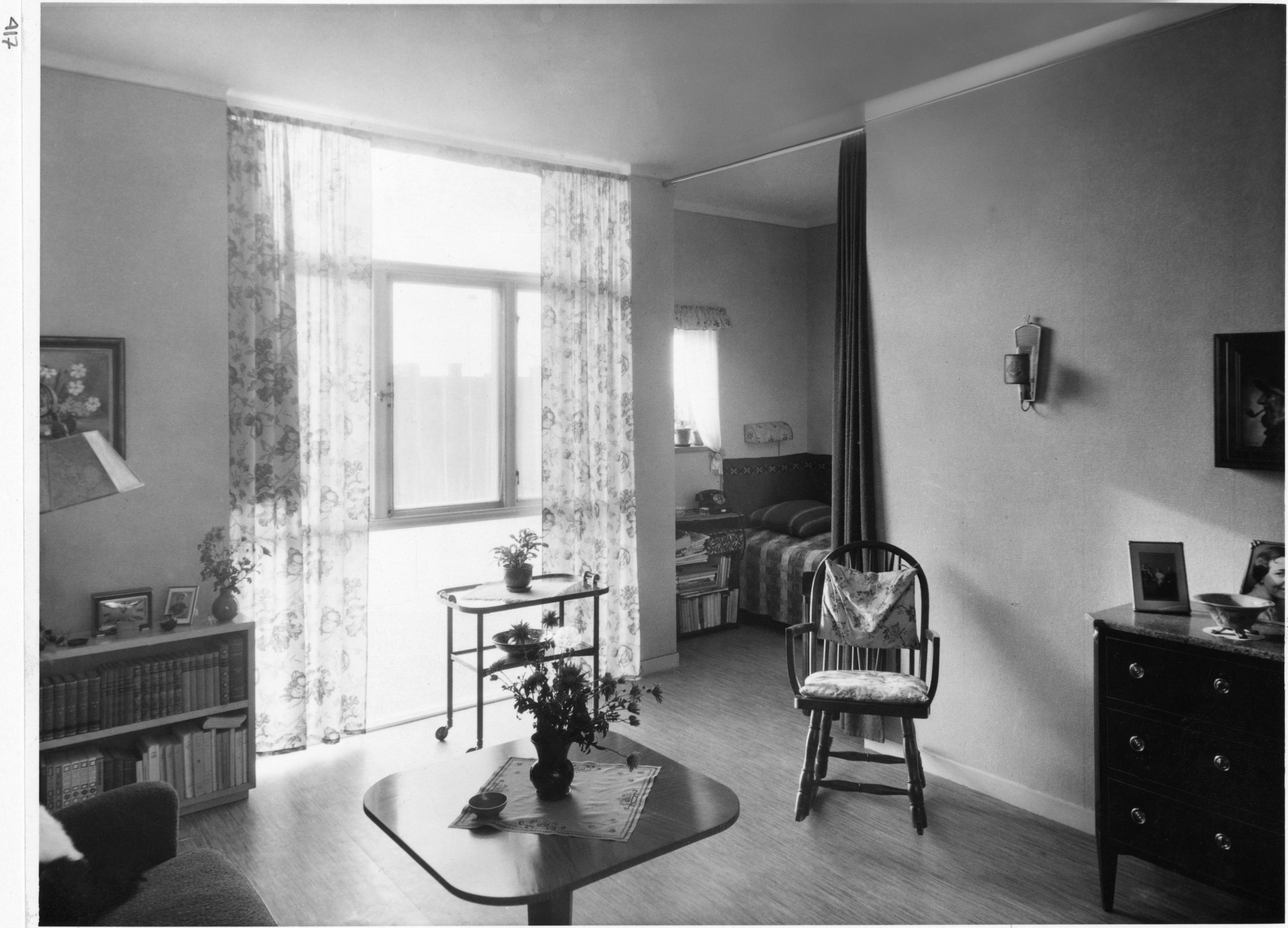